# Třída Cressy
Třída Cressy byl první postavenou třídou pancéřových křižníků Britského královského námořnictva. Celkem bylo postaveno šest jednotek této třídy. Ve službě byly v letech 1902–1921. Účastnily se první světové války. Tři jednotky byly ve válce potopeny.

## Stavba
Stavba šesti pancéřových křižníků této třídy byla objednána v rámci stavebního programu pro roky 1897/1898. Křižníky konstrukčně vycházely z chráněných křižníků třídy Diadem, měly však jinak řešené pancéřování, silnější pohonný systém a silnější výzbroj odpovídající třídě Powerful. Šest jednotek této třídy bylo postaveno v letech 1898–1904.
Jednotky třídy Cressy:
| Jméno     | Loděnice              | Založení kýlu     | Spuštěna           | Vstup do služby    | Poznámka                                            |
| --------- | --------------------- | ----------------- | ------------------ | ------------------ | --------------------------------------------------- |
| Aboukir   | Fairfield, Govan      | 9. listopadu 1898 | 16. května 1900    | 3. dubna 1902      | Dne 22. září 1914 potopen německou ponorkou SM U 9. |
| Bacchante | John Brown, Clydebank | 15. února 1899    | 21. února 1901     | 25. listopadu 1902 | Prodán do šrotu 1920.                               |
| Cressy    | Fairfield, Govan      | 12. října 1898    | 4. prosince 1899   | 28. května 1901    | Dne 22. září 1914 potopen německou ponorkou SM U 9. |
| Euryalus  | Vickers, Barrow       | 18. července 1899 | 20. května 1901    | 5. ledna 1904      | Prodán do šrotu 1920.                               |
| Hogue     | Vickers, Barrow       | 14. července 1898 | 13. srpna 1900     | 19. listopadu 1902 | Dne 22. září 1914 potopen německou ponorkou SM U 9. |
| Sutlej    | John Brown, Clydebank | 15. srpna 1898    | 18. listopadu 1899 | 6. května 1902     | Prodán do šrotu 1921.                               |

## Konstrukce

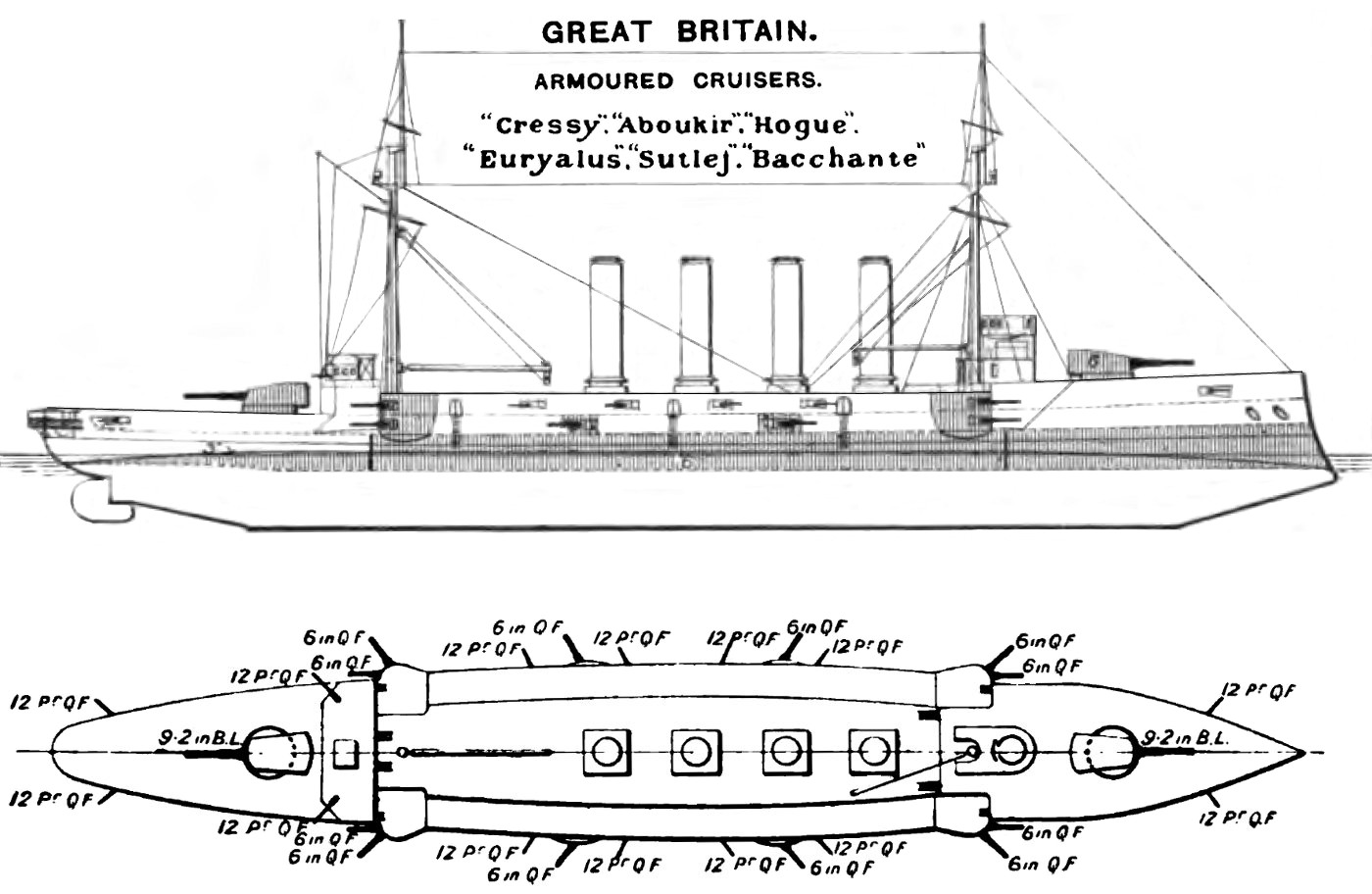
Ilustrace dobře ukazuje rozmístění výzbroje a pancéřování

Pancéřování tvořila 76mm pancéřová paluba a 152mm boční pancéřový pás o výšce 4,5 metru, končící 36 metrů před zádí lodě. Stejnou sílu mělo i pancéřování velitelské věže a kasemat 152mm děl. Základem výzbroje byly dva 234mm kanóny v jednohlavňových věžích na přídi a zádi, které doplňovalo dvanáct 152mm kanónů v bočních kasematách. Dále lodě nesly dvanáct 76mm kanónů, tří 47mm kanóny a dva 457mm torpédomety. Pohonný systém tvořilo 30 kotlů Belleville a dva čtyřválcové parní stroje s trojnásobnou expanzí, o výkonu 21 000 ihp, pohánějící dva lodní šrouby. Nejvyšší rychlost dosahovala 21 uzlů.

## Osudy

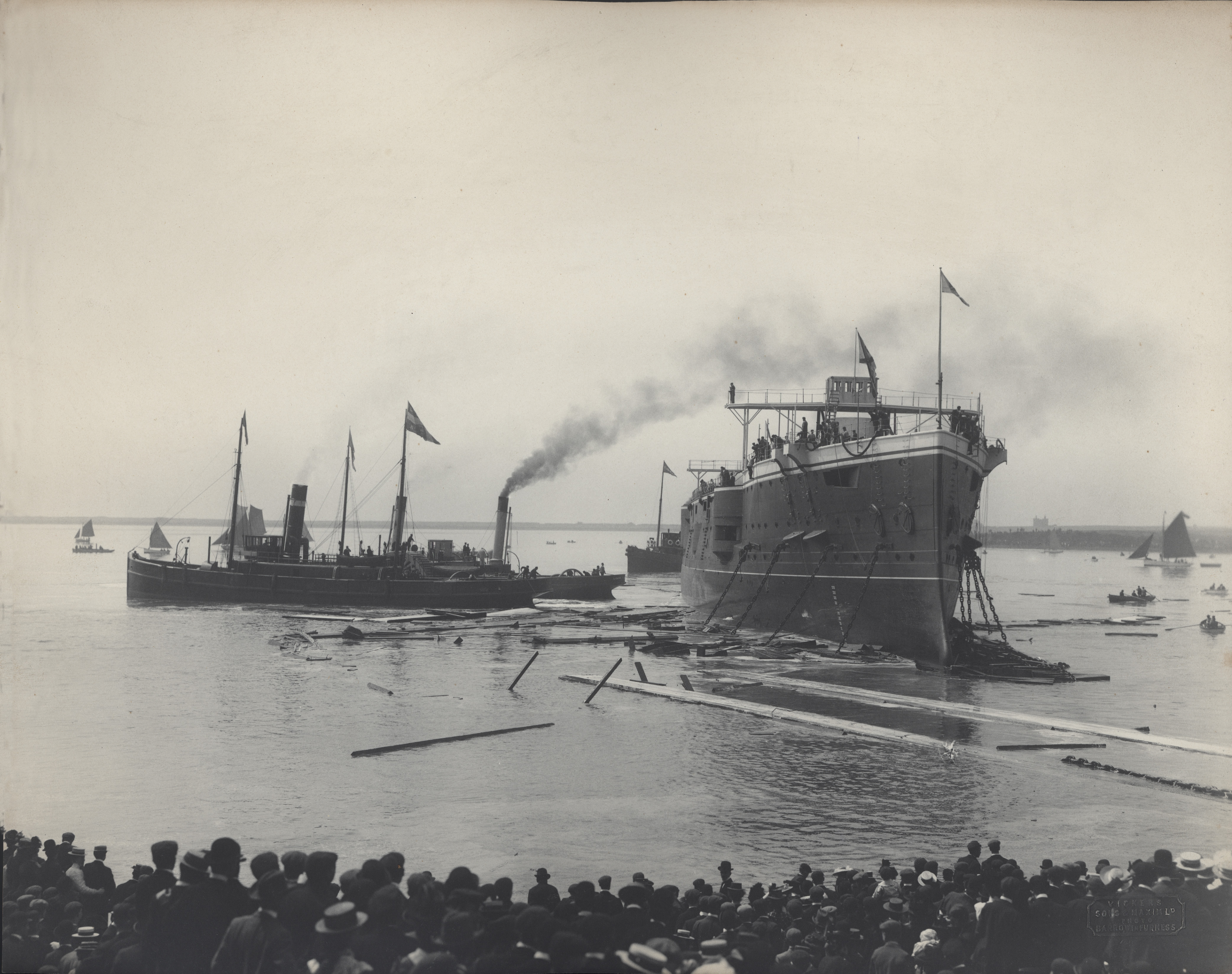
Spuštění křižníku HMS Euryalus

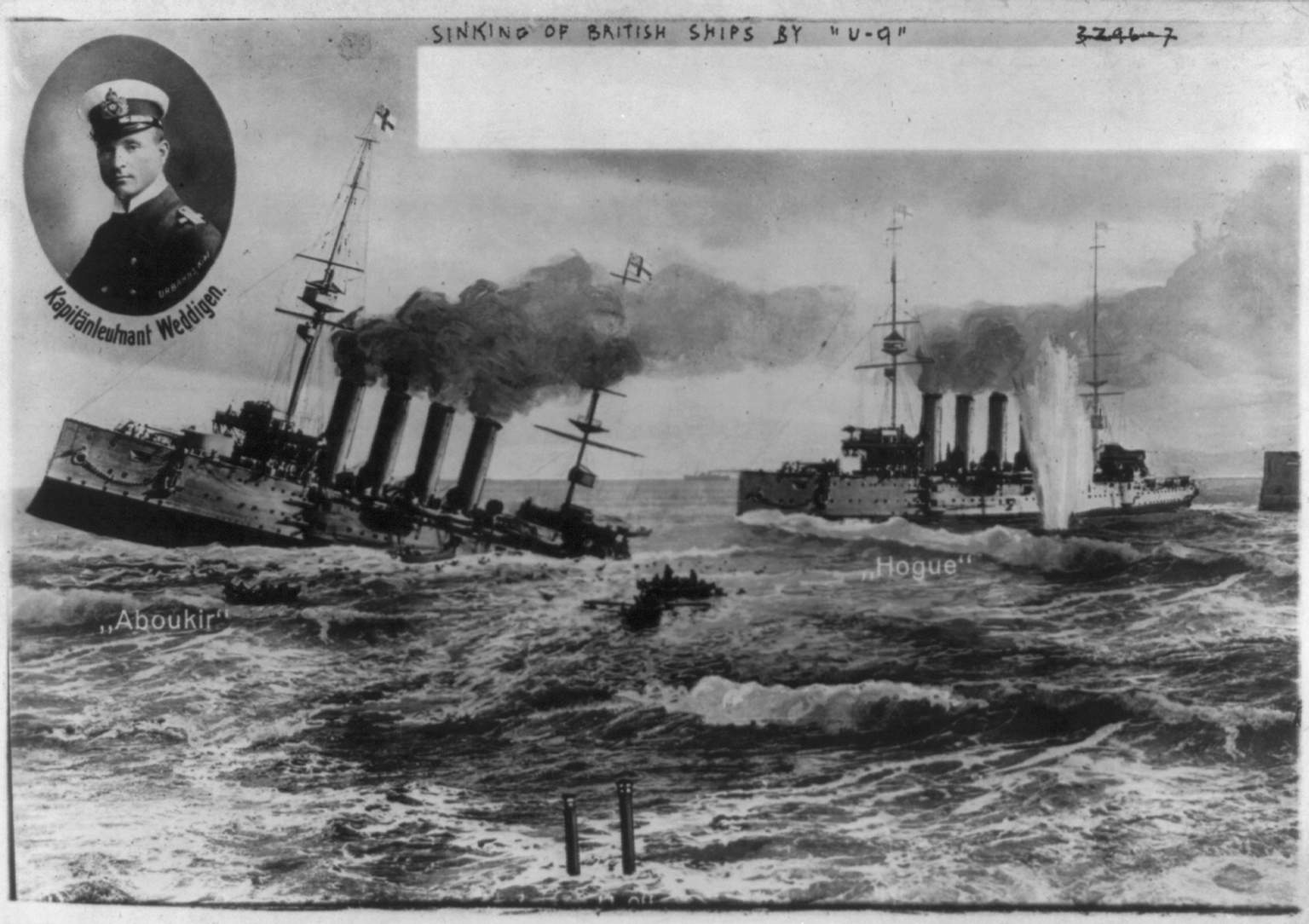
Pohlednice zobrazující úspěšný útok ponorky U 9

Všech šest lodí bylo nasazeno v první světové válce, ovšem tři z nich byly ztraceny na jejím samém počátku. Cressy, Aboukir, Bacchante, Hogue a Euryalus tvořily vzdálené krytí britských lodí v první bitvě u Helgolandské zátoky, která se stala jednoznačným britským úspěchem. Krátce poté však nastalo vystřízlivění.
Aboukir, Cressy a Hogue byly 22. září 1914 potopeny torpédy německé ponorky SM U 9, které velel kapitán-poručík Otto Eduard Weddigen. Weddigen potřeboval k potopení tří pancéřových křižníků pouhých pět torpéd, přičemž mu nahrála nedbalost britského velitele, který se domníval, že jeho svaz narazil na miny a začal na místě potopení se záchrannými pracemi. Tím se i z ostatních lodí staly snadné cíle německého ponorkáře. Potopení lodí bylo šokem pro britskou veřejnost.
O tři dny později Weddinen potopil ještě britský chráněný křižník Hawke a obdržel za jeho potopení nejvyšší německé vyznamenání Pour le Mérite. Byl to již čtvrtý pancéřový křižník, který dokázal potopit v krátké době.
Bacchante a Euryalus operovaly v letech 1915–1916 u Dardanel. Zbylé tři křižníky válku přečkaly a byly v letech 1920—1921 sešrotovány.